# Schwarzenbach am Wald
Schwarzenbach am Wald, Schwarzenbach a.Wald – miasto w południowo-wschodnich Niemczech, w kraju związkowym Bawaria, w rejencji Górna Frankonia, w regionie Oberfranken-Ost, w powiecie Hof. Leży w Lesie Frankońskim, przy drodze B173 i linii kolejowej Schwarzenbach am Wald - Hof.
Miasto położone jest 20 km na zachód od Hof i 37 km na północ od Bayreuth. Najwyższym punktem gminy a zarazem Lasu Frankońskiego jest Döbraberg (794 m n.p.m.).

## Dzielnice
W skład miasta wchodzą dzielnice: 
| - Äußera - Bernstein a.Wald - Breitengrund - Döbra - Dorschenmühle - Gemeinreuth - Göhren - Gottsmannsgrün - Grubenberg - Kleindöbra - Lerchenhügel - Löhmar - Löhmarmühle | - Meierhof - Oberleupoldsberg - Pillmersreuth - Poppengrün - Poppengrund - Räumlas - Räumlasmühle - Rauschenhammermühle - Rodeck - Sängerwald - Schlag - Schönbrunn - Schönwald | - Schmölz - Schübelhammer - Schwarzenstein - Sorg - Straßdorf - Straßhaus - Süßengut - Thiemitz - Thron - Überkehr - Unterleupoldsberg - Viceburg - Zuckmantel |

## Polityka
Burmistrzem jest Dieter Frank (CSU). Rada miasta składa się z 21 członków:
|      | CSU/Ponadpartyjna Lista Regionu | SPD/Wolny Związek Wyborczy | Razem     |
| 2002 | 12                              | 9                          | 21 miejsc |